# Friedrich Wilhelm Reimnitz
Friedrich Wilhelm Reimnitz (* 28. Mai 1803 in Potsdam; † 24. Mai 1864 in Guben) war ein deutscher Gymnasiallehrer und Politiker (DFP).

## Leben
Reimnitz Vater war beim Militär und starb bereits 1814 als Premierlieutenant. Reimnitz besuchte die Stadtschule sowie ab 1817 das Potsdamer Gymnasium. 1823 wechselte er an die Berliner Universität. Dort studierte er Philologie und Theologie sowie zugleich auch Naturwissenschaften und Mathematik. Das Examen für das Lehramt bestand er 1826, ab 1827 war er dann als Lehrer am Potsdamer Gymnasium tätig, an dem er 1831 zum Professor ernannt wurde.
Reimnitz folgte 1833 einem Ruf an das Gymnasium in Guben. Dort wurde ihm eine Stelle als Direktor und Professor übertragen. Er leitete das Gymnasium über 13 Jahre und führte in dieser Zeit Realklassen am Gymnasium ein, die Vorbild für die Umsetzung an anderen Gymnasien waren. Aufgrund von Differenzen mit dem Ministerium der Geistlichen, Unterrichts und Medizinal-Angelegenheiten unter Friedrich Eichhorn legte er sein Amt 1846 nieder.
Reimnitz widmete sich ab 1846 der Bewirtschaftung des Rittergut Reichersdorf sowie der Fabrikation von Drainröhren. Außerdem trat er durch Vorträge in Erscheinung. Er wurde Mitglied der Deutschen Fortschrittspartei und war 1861 sowie 1862 Mitglied des Preußischen Abgeordnetenhauses.

## Werke (Auswahl)
- Die Zauberinsel: ein romantisches Gedicht in vier Gesängen nebst einigen lyrischen Gedichten, Riegel, Potsdam 1828.
- Über die Bildung der Futura in den romanischen Sprachen, Decker, Potsdam 1829
- Das System der griechischen Deklination , Riegel, Potsdam 1831.
- Über die Geschichte der Sprache, Decker, Potsdam 1833.
- Über die Verbindung höherer Bürgerschulen mit den Gymnasien, Riep, Crossen 1834.
- Ueber die zykloidischen Kurven und ihre Anwendung in der Physik und der praktischen Mechanik, Fechner, Guben 1839.
- Über die Brechung der Vokale i, u, iu im Hochdeutschen, Fechner, Guben 1843.